# Copa Panamericana de Hockey sobre césped femenino de 2001
La Copa Panamericana de Hockey sobre Césped Femenino de 2001 se celebró en Kingston (Jamaica) entre el 8 y el 18 de marzo de 2001.
El ganador obtuvo una plaza al campeonato mundial y del 2° al 4° puesto obtuvieron un lugar en el repechaje.

## Equipos participantes
- Argentina
- Canadá
- Jamaica
- México
- Uruguay
- Estados Unidos
- Venezuela

## Grupo Único
– Clasificados a la final de la Copa Panamericana y jugarán por el único cupo directo al mundial 2002.
     – Jugarán el partido por el 3 puesto y también el repechaje al mundial 2002.
| Equipo         | J | G | E | P | GF | GC | DG  | PTS |
| -------------- | - | - | - | - | -- | -- | --- | --- |
| Argentina      | 6 | 6 | 0 | 0 | 46 | 2  | +44 | 18  |
| Estados Unidos | 6 | 4 | 1 | 1 | 25 | 5  | +20 | 13  |
| Canadá         | 6 | 3 | 1 | 2 | 19 | 7  | +12 | 10  |
| Uruguay        | 6 | 3 | 0 | 3 | 10 | 12 | -2  | 9   |
| Jamaica        | 6 | 3 | 0 | 3 | 6  | 21 | -15 | 9   |
| México         | 6 | 1 | 0 | 5 | 6  | 20 | -14 | 3   |
| Venezuela      | 6 | 0 | 0 | 6 | 0  | 45 | -45 | 0   |

### Resultados
| Fecha | Hora¹ | Partido        | Partido | Partido        |
| ----- | ----- | -------------- | ------- | -------------- |
| 08.04 | 14:00 | Uruguay        | 1-2     | Canadá         |
| 08.04 | 16:00 | Estados Unidos | 5-0     | México         |
| 08.04 | 19:30 | Jamaica        | 3-0     | Venezuela      |
| 09.04 | 15:30 | México         | 1-2     | Uruguay        |
| 09.04 | 17:30 | Jamaica        | 0-5     | Estados Unidos |
| 09.04 | 19:30 | Venezuela      | 0-14    | Argentina      |
| 10.04 | 17:00 | Canadá         | 1-5     | Argentina      |
| 11.04 | 17:00 | Venezuela      | 0-9     | Canadá         |
| 11.04 | 19:00 | Jamaica        | 2-1     | México         |
| 12.04 | 17:00 | Uruguay        | 0-5     | Argentina      |
| 12.04 | 19:00 | Venezuela      | 0-10    | Estados Unidos |
| 13.04 | 15:00 | Jamaica        | 1-2     | Uruguay        |
| 13.04 | 17:00 | Estados Unidos | 1-4     | Argentina      |
| 13.04 | 19:00 | Canadá         | 2-0     | México         |
| 14.04 | 17:00 | Venezuela      | 0-4     | México         |
| 15.04 | 15:00 | Venezuela      | 0-5     | Uruguay        |
| 15.04 | 17:00 | Jamaica        | 0-9     | Argentina      |
| 15.04 | 19:00 | Estados Unidos | 1-1     | Canadá         |
| 16.04 | 15:00 | México         | 0-9     | Argentina      |
| 16.04 | 17:00 | Jamaica        | 4-0     | Canadá         |
| 16.04 | 19:00 | Estados Unidos | 3-0     | Uruguay        |

### 5 Puesto
| Fecha | Hora¹ | Partido | Partido | Partido |
| ----- | ----- | ------- | ------- | ------- |
| 18.04 | 12:30 | Jamaica | 2-0     | México  |

## Segunda fase

### 3 Puesto
| Fecha | Hora¹ | Partido | Partido | Partido |
| ----- | ----- | ------- | ------- | ------- |
| 18.04 | 15:00 | Canadá  | 6-0     | Uruguay |

### Final
| Fecha | Hora¹ | Partido   | Partido | Partido        |
| ----- | ----- | --------- | ------- | -------------- |
| 18.04 | 17:30 | Argentina | 4-1     | Estados Unidos |

| Campeón de la Copa Panamericana 2000 |
| ------------------------------------ |
| Argentina Primer Título              |

### Clasificación general
1. Argentina
2. Estados Unidos
3. Canadá
4. Uruguay
5. Jamaica
6. México
7. Venezuela

## Clasificados al Mundial 2002
| Bandera de Argentina |
| Argentina            |
| -------------------- |

## Clasificados al Repechaje Mundial 2002
| Bandera de Estados Unidos | Bandera de Canadá | Bandera de Uruguay |
| Estados Unidos            | Canadá            | Uruguay            |
| ------------------------- | ----------------- | ------------------ |